# Lawrence Mhlanga
Lawrence Mhlanga (ur. 20 grudnia 1993 w Bulawayo) – zimbabwejski piłkarz grający na pozycji obrońcy. Od 2017 jest zawodnikiem klubu FC Platinum.

## Kariera klubowa
Swoją karierę piłkarską Mhlanga rozpoczął w klubie Bantu Rovers FC. W sezonie 2013 zadebiutował w jego barwach w drugiej lidze zimbabwejskiej. W trakcie sezonu odszedł do pierwszoligowego klubu Monomotapa United FC. W 2014 roku został zawodnikiem Chicken Inn FC. W 2015 roku wywalczył z nim mistrzostwo Zimbabwe. W 2017 roku został zawodnikiem FC Platinum. W sezonach 2017, 2018, 2019 i 2021/2022 został z nim mistrzem kraju.

## Kariera reprezentacyjna
W reprezentacji Zimbabwe Mhlanga zadebiutował 30 września 2014 w przegranym 0:1 towarzyskim meczu z Botswaną, rozegranym w Gaborone.